# F1 2017 (jeu vidéo)
 (juillet 2017).
Si vous disposez d'ouvrages ou d'articles de référence ou si vous connaissez des sites web de qualité traitant du thème abordé ici, merci de compléter l'article en donnant les références utiles à sa vérifiabilité et en les liant à la section « Notes et références ».
F1 2017 est un jeu vidéo de course développé et édité par Codemasters, sorti le 25 août 2017 sur PlayStation 4, Xbox One, macOS et Windows et le 2 novembre 2017 sur Linux.
F1 2017 propose tout le contenu officiel de la saison en cours ainsi qu'une gamme de monoplaces de F1 classiques. Le mode « Carrière », présent dans le précèdent opus F1 2016, sera encore plus immersif avec notamment la possibilité d'utiliser les F1 classiques dans des événements organisés entre les différents weekends de courses. Le jeu succède à F1 2016.

## Données du jeu
Pilotes et écuries du championnat 2017
| Écuries                             | Châssis                       | Moteur                | Pilote            | n° |
| ----------------------------------- | ----------------------------- | --------------------- | ----------------- | -- |
| Mercedes-AMG Petronas Motorsport    | Mercedes AMG F1 W08 EQ Power+ | Mercedes              | Lewis Hamilton    | 44 |
| Mercedes-AMG Petronas Motorsport    | Mercedes AMG F1 W08 EQ Power+ | Mercedes              | Valtteri Bottas   | 77 |
| Red Bull Racing                     | Red Bull RB13                 | TAG Heuer Renault     | Daniel Ricciardo  | 3  |
| Red Bull Racing                     | Red Bull RB13                 | TAG Heuer Renault     | Max Verstappen    | 33 |
| Scuderia Ferrari                    | Ferrari SF70H                 | Ferrari               | Sebastian Vettel  | 5  |
| Scuderia Ferrari                    | Ferrari SF70H                 | Ferrari               | Kimi Räikkönen    | 7  |
| Sahara Force India Formula one team | Force India VJM10             | Mercedes              | Sergio Pérez      | 11 |
| Sahara Force India Formula one team | Force India VJM10             | Mercedes              | Esteban Ocon      | 31 |
| Williams Martini Racing             | Williams FW40                 | Mercedes              | Felipe Massa      | 19 |
| Williams Martini Racing             | Williams FW40                 | Mercedes              | Lance Stroll      | 18 |
| McLaren Honda Formula one team      | McLaren MCL32                 | Honda                 | Fernando Alonso   | 14 |
| McLaren Honda Formula one team      | McLaren MCL32                 | Honda                 | Stoffel Vandoorne | 2  |
| Scuderia Toro Rosso                 | Toro Rosso STR12              | Renault               | Daniil Kvyat      | 26 |
| Scuderia Toro Rosso                 | Toro Rosso STR12              | Renault               | Carlos Sainz Jr.  | 55 |
| Haas F1 Team                        | Haas VF-17                    | Ferrari               | Romain Grosjean   | 8  |
| Haas F1 Team                        | Haas VF-17                    | Ferrari               | Kevin Magnussen   | 20 |
| Renault Sport Formula one team      | Renault R.S.17                | Renault               | Nico Hülkenberg   | 27 |
| Renault Sport Formula one team      | Renault R.S.17                | Renault               | Jolyon Palmer     | 30 |
| Sauber F1 Team                      | Sauber C36                    | Ferrari (moteur 2016) | Marcus Ericsson   | 9  |
| Sauber F1 Team                      | Sauber C36                    | Ferrari (moteur 2016) | Pascal Wehrlein   | 94 |

| Manche | Grand Prix                    | Lieu              | Virages | Longueur | Tours |
| ------ | ----------------------------- | ----------------- | ------- | -------- | ----- |
| 1      | Grand Prix d'Australie        | Melbourne         | 16      | 5,3 km   | 58    |
| 2      | Grand Prix de Bahreïn         | Sakhir            | 15      | 5,4 km   | 57    |
| 3      | Grand Prix de Chine           | Shanghai          | 16      | 5,5 km   | 56    |
| 4      | Grand Prix de Russie          | Sotchi            | 18      | 5,9 km   | 53    |
| 5      | Grand Prix d'Espagne          | Barcelone         | 16      | 4,7 km   | 66    |
| 6      | Grand Prix de Monaco          | Monaco            | 19      | 3,3 km   | 78    |
| 7      | Grand Prix du Canada          | Montréal          | 14      | 4,4 km   | 70    |
| 8      | Grand Prix d'Azerbaïdjan      | Bakou             | 20      | 6 km     | 51    |
| 9      | Grand Prix d'Autriche         | Spielberg         | 9       | 4,3 km   | 71    |
| 10     | Grand Prix de Grande-Bretagne | Silverstone       | 18      | 5,9 km   | 52    |
| 11     | Grand Prix de Hongrie         | Budapest          | 14      | 4,4 km   | 70    |
| 12     | Grand Prix de Belgique        | Spa-Francorchamps | 19      | 7 km     | 44    |
| 13     | Grand Prix d'Italie           | Monza             | 11      | 5,8 km   | 53    |
| 14     | Grand Prix de Singapour       | Singapour         | 23      | 5,1 km   | 61    |
| 15     | Grand Prix de Malaisie        | Sepang            | 15      | 5,5 km   | 56    |
| 16     | Grand Prix du Japon           | Suzuka            | 18      | 5,8 km   | 53    |
| 17     | Grand Prix des États-Unis     | Austin            | 20      | 5,5 km   | 56    |
| 18     | Grand Prix du Mexique         | Mexico            | 14      | 4,4 km   | 69    |
| 19     | Grand Prix du Brésil          | São Paulo         | 15      | 4,3 km   | 71    |
| 20     | Grand Prix d'Abou Dabi        | Yas Marina        | 21      | 5,6 km   | 55    |

### Voitures F1 Classiques

#### Ferrari
- Ferrari 412 T2 (Moteur :  Ferrari, Année : 1995)
- Ferrari F2002 (Moteur :  Ferrari, Année : 2002)
- Ferrari F2004 (Moteur :  Ferrari, Année : 2004)
- Ferrari F2007 (Moteur :  Ferrari, Année : 2007)

#### McLaren
- McLaren MP4/4 (Moteur :  Honda, Année : 1988)
- McLaren MP4/6 (Moteur :  Honda, Année : 1991)
- McLaren MP4-13 (Moteur :  Mercedes, Année : 1998)
- McLaren MP4-23 (Moteur :  Mercedes, Année : 2008)

#### Williams
- Williams FW14B (Moteur :  Renault, Année : 1992)
- Williams FW18 (Moteur :  Renault, Année : 1996)

#### Renault
- Renault R26 (Moteur :  Renault, Année : 2006)

#### Red Bull
- Red Bull RB6 (Moteur :  Renault, Année : 2010)

## Accueil
- Jeuxvideo.com : 16/20 (PS4, XBO)[1] - 17/20 (PC)[2]